# Motorcykelställ

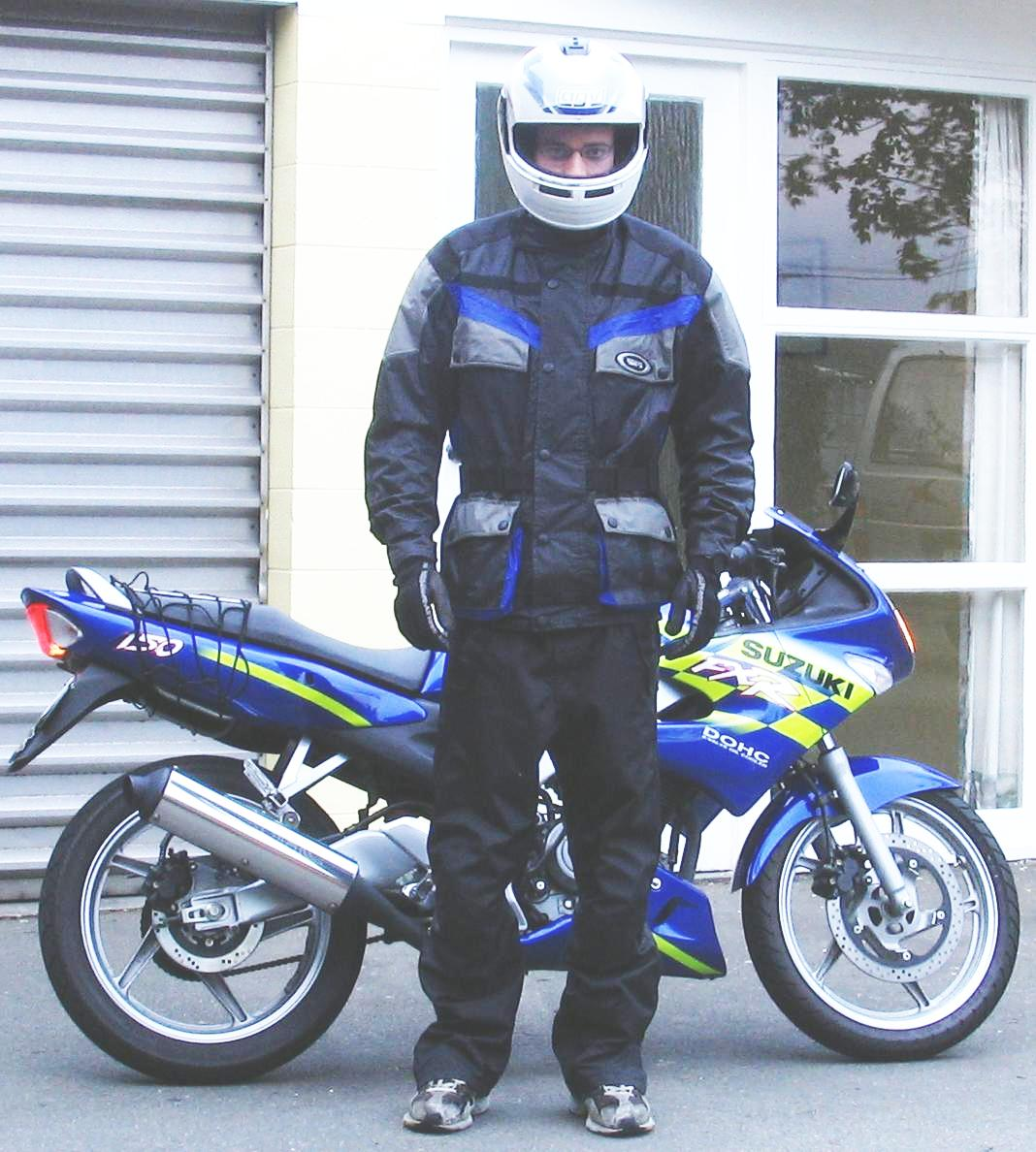
Skyddsutrustning för motorcykelkörning.

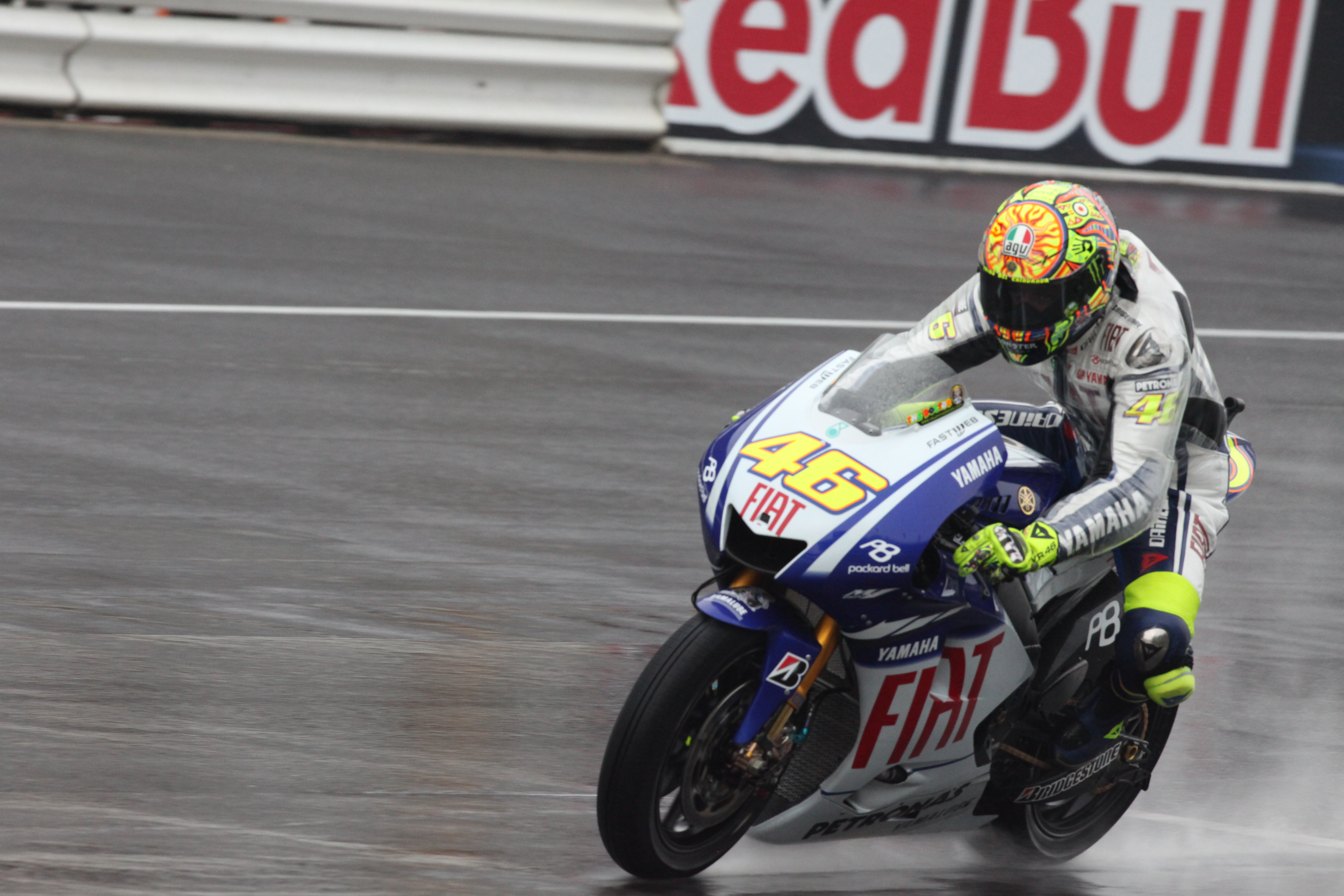
Motorcykeloverall i tävlingssammanhang.

Motorcykelställ, mc-ställ, skinnställ, goretexställ (eller motsvarande -overall) är en skyddsdräkt av läder eller textil, i form av ett tvådelat ställ eller en overall, avsedd för motorcykelåkare.
Skinnställen delas väsentligen in i två grupper, delbara i midjan med blixtlås (ställ) samt icke delbara (overaller), de förra även kallade raceställ.
På 1970-talet blev skinnställ det allmänna skyddsplagget vid körning med mc. På 1990-talet ersattes dessa i allt större utsträckning av textilplagg med membran. Skinnställ blev då ett skyddsplagg som i första hand används av motorcyklister som kör sportigare typer av motorcyklar.
Skinnets kvalitet skiljer mycket mellan olika skinnställ men oftast är skinnställen numera gjorda i nötskinn med en skinntjocklek på 1,1-1,2 mm. Andra förekommande djurhudar är get och känguru. Då skinnets fiberstruktur är olika mellan olika djurs hudar påverkar detta skinnställets skyddseffekt. Skinnställ har ofta mjukare material i knän, armhålor och gren för komfortens skull, ofta används kevlarstretch. På 2000-talet har många raceställ kompletterats med en ryggpuckel för att ytterligare höja säkerhetsnivån genom att minska risken för nackskador. Det förekommer även ofta förstärkningar i avvikande material på raceställens utsatta ställen som axlar, armbågar och knän. Ofta används avancerade material som titan på axlarna medan skrapskydden på knän ofta görs i plastmaterial och är utbytbara. Andra utsatta ställen som i baken kan ha dubbelt eller tjockare skinn. Perforerat skinn, framför allt på bröstet, förekommer för att minska värmen i skinnstället trots att detta påverkar säkerheten negativt.
Då fabrikanten använder ordet 'skydd' måste dessa vara CE-godkända. Oftast kompletteras skinnställ med ett ryggskydd som sätts fast på kroppen oberoende av skinnstället.